# راش دی. هولت سینیور
راش دی. هولت سینیور (به انگلیسی: Rush D. Holt Sr.) سناتور سابق عضو حزب دموکرات ایالات متحده آمریکا بود. وی در سال ۱۹۳۵ تا ۱۹۴۱ میلادی سناتور ایالت ویرجینیای غربی در سنای ایالات متحده آمریکا بود.